# Бранко Филип
Бранко Филип (на словенски: Branko Filip) е словенски колоездач.

## Биография
Роден е 18 март 1975 година в град Ново место, СР Словения.
През 1997 година заема 3-то място в „Гран При на Кран“ в гр. Кран. През 1998 година спечелва Обиколката на Словения. В републиканските първенства на Словения има златен медал в индивидуалното бягане по часовник през 1999 година и бронзов медал на шосе през 2001 година.
По време на кариерата си се състезава за отбори от Словения и Германия, сред които е „Перутнина Птуй“, Птуй.
Понастоящем е треньор в Катар.